# Los Lugares del Corazón

Castel Goffredo, Corte Gambaredolo, Lugar del Corazón FAI

Los Lugares del Corazón es una campaña italiana con la finalidad de no olvidar los lugares italianos, impulsada por el Fondo Ambiente Italiano (FAI) junto con un grupo bancario italiano.

## Proyecto
Nacido en 2003, el proyecto aspira a involucrar concretamente a toda la población, no solamente italiana, invitándola a indicar los lugares italianos particularmente importantes y que sienten preciados  y que les gustaría fueran recordados y conservados intactos para las generaciones futuras.
El proyecto consta de dos fases alternas: el Censo en años pares y la Convocatoria en años impares.
Durante el censo, se pueden indicar y votar los lugares del corazón. Los 3 primeros lugares del ranking y los ganadores de la clasifica especial dedicada a un tema diferente en cada censo, recibirán un aporte económico para un proyecto concreto aprobado por el FAI.
A continuación, se abre una convocatoria, en la que todos los lugares que hayan obtenido al menos 2.000 votos en el censo pueden presentar un proyecto. Se puede solicitar un aporte económico, o la colaboración técnica del FAI en áreas específicas.
Durante las nueve ediciones, se recogieron más de 7 million de votos, fueron notificados más de 37.000 de lugares en total y fueron apoyados 119 iniciativas por los lugares de arte e de naturaleza en 19 regiones.

## Intervenciones
Como consecuencia de este censo, nacieron colaboraciones entre FAI y las autoridades locales, con intervenciones como la del Mulino di Baresi en Roncobello (BG) adquirido por el FAI, restaurado y abierto al público en 2003, la de los Vialetti de la aldea Walser de San Gottardo en Rimella (VC) que fueron recuperados y devueltos a la colectividad en 2006, la del Castello della Colombaia en Trapani, cuya recuperación se había parado durante casi una década a causa de nudos burocráticos y la del Piè di Marmo en Roma que fue limpiado otra vez y restaurado a su integridad en 2010.

## Lugares más votados de la novena edición
1. Monte Pisano
2. Río Oreto
3. Antiguo establecimiento termal de Porretta Terme
4. Santuario de Cornabusa en Sant'Omobono Terme
5. Rasiglia, una aldea de Foligno
6. Monticchio, una aldea de Rionero in Vulture
7. Iglesia de San Francesco en Pisa
8. Abadía de San Michele Arcangelo en Lamoli, una aldea de Borgo Pace
9. Parque Virgiliano en Nápoles
10. Castillo Aragonés en Taranto